# Girolamo da Prato
Girolamo da Prato, né en 1705 à Vérone et mort en 1782, est un philologue italien.

## Biographie
Né en 1705 à Vérone, après avoir terminé ses études avec succès, il entra dans la Congrégation de l'Oratoire, dite des Philippins, partagea sa vie entre l’enseignement et l’étude, et mourut en 1782.

## Œuvres
Girolamo da Prato est principalement connu par l’édition qu’il a donnée des Œuvres de Sulpice Sévère, Vérone, 1741-54, 2 vol. in-4°, et qui est encore la meilleure de cet ouvrage. L’impression en est très belle ; et le texte, revu sur d’anciens manuscrits, passe pour être assez correct. Enfin le savant éditeur l’a enrichie de notes et de dissertations, dans lesquelles il éclaircit plusieurs faits historiques, ou répond aux critiques de Jean Le Clerc. Ce travail de Prato a été jugé très rigoureusement par les rédacteurs des Acta Eruditorum Lipsiensium. (Voy. l’ann. 1759).
On cite encore de lui :
- Une dissertation sur l’épitaphe de Pacificus, archidiacre de Vérone, insérée dans la Raccolta Calogerana, tomes 11 et 14 ;
- De chronicis libris ab Eusebio Cæsariensi scriptis et editis ; accedunt græca fragmenta ex libro primo olim excerpta a Syncello, Vérone, 1750, in-8°.